# K.C. Collins
Kris Collins, detto K. C., noto anche con lo pseudonimo di Chris Collins (...), è un attore canadese.

## Carriera
Ha frequentato il Monroe Community College di Rochester, New York, con una borsa di studio per il baseball, scegliendo questa in alternativa all'Università delle Hawaii e dell'Università statale della Florida per stare vicino a sua nonna che lo ha cresciuto dall'età di 6 anni. Ha lasciato la scuola per intraprendere la carriera di attore.
È noto per i suoi ruoli televisivi come Hale nel dramma soprannaturale Lost Girl e il Dr. Tom Reycraft in Saving Hope.
Ha ricevuto una nomination come migliore attore non protagonista in un film al undicesima edizione dei Canadian Screen Awards nel 2023, per la sua interpretazione di Keys nel film White Dog.

## Filmografia parziale

### Cinema
- Paid in Full, regia di Charles Stone III (2002)
- La doppia vita di Mahowny (Owning Mahowny), regia di Richard Kwietniowski (2003)
- Crime Spree - In fuga da Chicago (Crime Spree), regia di Brad Mirman (2003)
- Il monaco (Bulletproof Monk), regia di Paul Hunter (2003)
- Detention, regia di Sidney J. Furie (2003)
- Toronto Stories, regia di Aaron Woodley (2008)
- RoboCop, regia di José Padilha (2014)
- Spiral - L'eredità di Saw (Spiral: From the Book of Saw), regia di Darren Lynn Bousman (2021)
- White Dog, regia di Anaïs Barbeau Lavalette (2022)

### Televisione
- Due South - Due poliziotti a Chicago (Due South) – serie TV, un episodio (1997)
- Pianeta Terra - Cronaca di un'invasione (Earth: Final Conflict) – serie TV, un episodio (2001)
- Doc – serie TV, 2 episodi (2001-2002)
- Blue Murder – serie TV, 2 episodi (2001-2002)
- Odyssey 5 – serie TV, un episodio (2002)
- Agente speciale Sue Thomas (Sue Thomas: F.B.Eye) – serie TV, un episodio (2003)
- Playmakers – serie TV, 3 episodi (2003)
- Tarzan – serie TV, un episodio (2003)
- Street Time – serie TV, un episodio (2003)
- Missing (1-800-Missing) – serie TV, un episodio (2003)
- Platinum – serie TV, 4 episodi (2003)
- Kojak – serie TV, un episodio (2005)
- Close to Home - Giustizia ad ogni costo (Close to Home) – serie TV, un episodio (2006)
- Doomstown, regia di David Sutherland – film TV (2006)
- Flashpoint – serie TV, un episodio (2009)
- Cra$h & Burn – serie TV, 5 episodi (2009-2010)
- Rookie Blue – serie TV, un episodio (2010)
- Lost Girl – serie TV, 43 episodi (2010-2014)
- The Listener – serie TV, un episodio (2012)
- Saving Hope – serie TV, 31 episodi (2012-2014)
- Shoot the Messenger – serie TV, 5 episodi (2016)
- The Strain – serie TV, 9 episodi (2017)
- Clarice – serie TV, 5 episodi (2021)
- The Cleaning Lady – serie TV, 5 episodi (2021)
- Chucky – serie TV, 8 episodi (2023-2024)
- Law & Order Toronto: Criminal Intent – serie TV, 10 episodi (2024)

## Doppiatori italiani
Nelle versioni in italiano delle opere in cui ha recitato, K. C. Collins è stato doppiato da:
- Emanuele Ruzza in La doppia vita di Mahowny
- Enrico Pallini in Saving Hope
- Mirko Mazzanti in The Listener
- Andrea Mete in The Strain
- Paolo Macedonio in Chucky